# Евосмос
Евосмос (грец. Εύοσμος) — муніципалітет в Греції, одне з передмість Салонік. В останні роки муніципалітет дуже швидко росте, особливо жваво розвивається район Неа-Політія.

## Назва
На початку 20 століття,  у 1920-х роках, відбулося різке збільшення населення Евосмосу, коли християнські біженці з Малої Азії оселилися в цьому районі. Муніципалітет спочатку називався Харманкой (грец. Χαρμάνκιοϊ, болг. Харманкьой, мак. Арманќој, тур. Harmanköy). У 1953 році Харманкой став незалежною комуною і був перейменований на Неос-Куклутзас (грец. Νέος Κουκλουτζάς). Через два роки населений пункт отримав нову назву — Евосмос, що буквально перекладається як місце, що приємно пахне, оскільки були осушені розташовані неподалік болота, і тому зникли неприємні запахи, що їх супроводжували.

## Спорт
Муніципальний спортивний центр Евосмоса (грец. Δημοτικό Αθλητικό Κέντρο Ευόσμου) розташований в районі Неа-Політія. Діють кілька обладнаних баскетбольних та волейбольних майданчиків. Спортивний центр є базою місцевого спортивного клубу Еас (Аякс) (грец. Α.Π.Σ. Αίας Ευόσμου ) який був заснований в 1963 р. и наразі має футбольні, баскетбольні і волейбольні академії. Чоловіча баскетбольна команда в сезоні 2022-2023 брала участі в Elite Basket League (другий національний дивізіон).
2003 року в Евосмосі відбувся перший раунд Чемпіонату світу з баскетболу серед юнацьких команд.
Агротікос Астерас — місцевий футбольний клуб, який грає у другому національному дивізіоні Бета Етінік. Діють кілька аматорських клубів.
В Евосмосі народилися кілька відомих грецьких спортсменів, зокрема Дінос Куіс і Георгіос Фірос, які почали свою кар'єру в Агротікос Астерас і продовжували грати за Аріс, Салоніки, а також за національну збірної. Нікос Хатзівреттас — відомий баскетбольний гравець, який почав свою кар'єру в AIAS Евосму і грав в Іракліс, Салоніки..